# Australische Zyklonsaison 2012–2013
Die Australische Zyklonsaison 2012–2013 begann offiziell am 1. November 2012 und endete am 30. April 2013. Der operative Plan der World Meteorological Organization sieht für die Gewässer auf der Südhalbkugel zusätzlich ein „tropisches Zyklonjahr“ vor. Dieses begann am 1. Juli 2012 und endete am 30. Juni 2013.
Bestandteil der australischen Zyklonsaison sind Stürme, die sich südlich des Äquators zwischen dem 90. und 160. Grad östlicher Länge bilden. Dazu gehören Australien, Papua-Neuguinea, der westliche Teil der Salomonen, Osttimor und die südlichen Bereiche Indonesiens. Tropische Wirbelstürme in diesem Gebiet werden von fünf Tropical Cyclone Warning Centres (TCWCs) überwacht: dem Bureau of Meteorology in Perth, Darwin und Brisbane in Australien; dem TCWC Jakarta in Indonesien und dem TCWC Port Moresby in Papua-Neuguinea.
Das Joint Typhoon Warning Center gibt für diese Region inoffizielle Warnungen aus, die für US-amerikanische Einrichtungen bestimmt sind. Dabei wird die Erweiterung „S“ verwendet, wenn sich der Sturm westlich von 135 Grad östlicher Länge bildet und ein „P“, falls dies östlich dieser Linie geschieht.

## Stürme

### Tropischer Zyklon Mitchell
Am 27. Dezember bildete sich etwa 805 km nordnordwestlich von Karratha, Western Australia ein tropisches Tief. Dieses entwickelte sich rasch und das JTWC veröffentlichte bereits am nächsten Tag einen Tropical Cyclone Formation Alert. Noch am selben Tag veröffentlichte es zudem auch die erste Warnung zu dem System und stufte es zu einem tropischen Sturm herauf. Einen Tag später, am 29. Dezember, aktualisierte das TCWC Perth das System zu einem tropischen Zyklon, der den Namen Mitchell bekam und andauernde Windgeschwindigkeiten von rund 75 km/h erreichte. Allerdings konnte der Zyklon diesen Status nur kurzzeitig halten und wurde bereits am 30. Dezember zu einem tropischen Tief herabgestuft und wurde bis zum 1. Januar noch vom TCWC Perth beobachtet.

### Tropischer Zyklon Freda
Am 26. Dezember begann das RSMC Nadi eine tropische Störung zu beobachten, die sich nordöstlich der Salomonen gebildet hatte. Noch im südpazifischen Becken liegend, wurden bereits am selben Tag vom TCWC Brisbane spezielle Bulletins zu dem System herausgegeben. Am 28. Dezember hatte sich das System soweit organisiert, um zum tropischen Zyklon Freda aktualisiert zu werden. Nachdem Freda am 29. Dezember in den australischen Verantwortungsbereich zog, erreichte der Zyklon andauernde Windgeschwindigkeiten von rund 100 km/h und einen minimalen Luftdruck von 980 hPa. Nur ein paar Stunden später verließ Freda allerdings wegen einer Zugrichtung nach Südosten wieder den Verantwortungsbereich von Australien und zog erneut in den Südpazifik.

### Schwerer Tropischer Zyklon Narelle
Am 4. Januar bildete sich ein tropisches Tief über der Timorsee. Über die folgenden Tage zog das System allmählich nach Westen und wurde am 8. Januar zum tropischen Zyklon Narelle aktualisiert. Nachdem Narelle nach Süden in ein Gebiet von guten Bedingungen zur weiteren Entwicklung zog, verstärkte sich der Sturm in einen Schweren tropischen Zyklon. Der Zyklon erreichte seinen Höhepunkt am 11. Januar mit 1-minütigen Windgeschwindigkeiten von 215 km/h, was einem Kategorie-4-Zyklon entspricht. Bis zum 14. Januar schwächte sich Narelle stetig ab und wurde am 15. Januar schließlich zu einem außertropischen Resttief.

### Tropisches Tief 06U
Am 12. Januar meldete das TCWC Darwin die Bildung eines tropischen Tiefs über der Arafurasee. Das Tief wurde am nächsten Tag mit einem minimalen Luftdruck von 1004 hPa beobachtet. Am 16. Januar löste es sich vollständig auf.

### Tropischer Zyklon Oswald
Am 17. Januar entwickelte sich in ein Gebiet niedrigen Luftdruckes über dem Golf von Carpentaria. Situiert in einem Gebiet von leichter Windscherung und hohen Wasseroberflächentemperaturen konnte sich das System allmählich verstärken. Am folgenden Tag begann das TCWC Darwin mit der Beobachtung des Gebietes und aktualisierte dieses zu einem tropischen Tief. Früh am 19. Januar ging dieses südwestlich von Borroloola, Northern Territory an Land. Am folgenden Tag machte das Tief eine komplette Schleife über Land und zog wieder in den Golf von Carpentaria. Nachdem das System wieder über Wasser war, begann es rasch eine Zirkulation zu bilden und erhielt am 21. Januar den Namen Oswald. Am Abend desselben Tages ging Oswald über Queensland an Land und das TCWC Brisbane gab die letzte Warnung zu dem Sturm heraus.

### Tropischer Zyklon Peta
Am 20. Januar bildete sich ein tropisches Tief über Kimberley, Western Australia. Am folgenden Tag veröffentlichte das JTWC einen Tropical Cyclone Formation Alert zu dem Tief. Ungefähr 24 Stunden später gab das JTWC die erste Warnung zu dem System heraus. Früh am 23. Januar wurde das System vom TCWC Perth zu einem Kategorie-1-Zyklon aktualisiert und bekam den Namen Peta. Im Laufe des Tages begann Peta nach Süden zu ziehen und ging am Mittag über Western Australia an Land. Am Nachmittag gab das TCWC Perth die letzte Warnung zu Peta heraus.

### Schwerer Tropischer Zyklon Rusty
Am 22. Februar meldete das TCWC Perth, dass sich nördlich von Kimberley ein tropisches Tief gebildet hat.

### Tropisches Tief 11U
Früh am 22. Februar meldete das TCWC Perth die Bildung eines tropischen Tiefs über dem Indischen Ozean, etwa 500 km ostsüdöstlich der Kokosinseln. Über die nächsten Tage zog das Tief langsam nach Nordwesten und danach Richtung Süden und passierte etwa 120 km östlich an den Kokosinseln vorbei.

### Schwerer Tropischer Zyklon Sandra
Am 5. März entwickelte sich an der Küste von Queensland, etwa 400 km ostnordöstlich von Townsville, ein tropisches Tief.

### Tropischer Zyklon Tim
Am 10. März meldete das TCWC Darwin die Bildung eines tropischen Tiefs über dem Arnhemland.

### Tropisches Tief 15U
Am 17. März meldete das TCWC Perth, dass sich südlich von Indonesien ein sehr schwaches tropisches Tief gebildet hat.

### Tropisches Tief 16U
Am 25. März begann sich über der Arafurasee ein schwaches tropisches Tief zu entwickeln.

### Schwerer Tropischer Zyklon Victoria
Am 7. April begann das TCWC Perth ein tropisches Tief zu beobachten, welches sich im Verantwortungsbereich vom TCWC Jakarta befand. Im Laufe der nächsten Tage zog das Tief langsam in Richtung Süd-Südost und erreichte am Morgen des 9. April den Verantwortungsbereich des TCWC Perth.

### Tropisches Tief
Am 10. April entstand über der östlichen Arafurasee ein schwaches tropisches Tief.

### Tropischer Zyklon Zane
Am 27. April meldete das TCWC Brisbane die Bildung eines tropischen Tiefs 700 km ostsüdöstlich von Port Moresby, Papua-Neuguinea. Spät am 29. April wurde es zu einem tropischen Zyklon aktualisiert und erhielt den Namen Zane.

### Andere Stürme
Am 18. Dezember bildete sich 265 km nordöstlich der Kokosinseln ein tropisches Tief. Dieses Tief wurde bis zum 21. Dezember beobachtet. Das TCWC Brisbane meldete am 30. Januar die Bildung eines tropischen Tiefs etwa 1000 km östlich von Cairns. Bereits am folgenden Tag wurde das Tief zum letzten Mal beobachtet. Am 6. Februar meldete das TCWC Perth, dass sich ein tropisches Tief über dem Indischen Ozean gebildet hat. Dieses Tief verließ am 10. Februar den australischen Verantwortungsbereich und zog in den Südwestindik, wo es später zum Tropischen Zyklon Gino wurde.

## Sturmnamen
Die verschiedenen Tropical Cyclone Warning Center vergeben die Namen für Stürme, die sich in ihrem jeweiligen Zuständigkeitsbereich bilden. Die Stürme behalten ihren Namen, wenn sie von einem Zuständigkeitsbereich in einen anderen wandern. Allerdings werden Stürme, die in den Verantwortungsbereich von Météo-France auf Réunion wechseln, dort nicht mehr neu benannt. Stürme, die von dort kommend in den Verantwortungsbereich des TCWC in Perth gelangen, behalten den im südwestlichen Indischen Ozean vergebenen Namen.

### TCWC Jakarta
Das TCWC in Jakarta beobachtet tropische Zyklone, die sich zwischen dem Äquator und 10° südlicher Breite und zwischen 90° und 125° östlicher Länge bilden. Durch das australische Bureau of Meteorology werden in diesem Gebiet zur Unterstützung spezielle Sturmhinweise ausgegeben. Sollte sich ein tropischer Zyklon innerhalb dieses Verantwortungsbereiches bilden, dann vergibt das TCWC Jakarta einen Namen von der folgenden Liste; der letzte durch Jakarta vergebene Name war Anggrek im Jahr 2010. In der Saison 2009–2010 wurde durch das TCWC Jakarta kein Sturm benannt.

### TCWC Port Moresby
Tropische Wirbelstürme, die sich zwischen 10° südlicher Breite und dem Äquator sowie zwischen 141° und 160° östlicher Länge bilden, werden Namen durch das Tropical Cyclone Warning Centre in Port Moresby auf Papua-Neuguinea zugewiesen. Die Bildung tropischer Zyklone in diesem Gebiet ist selten, während der Saison 2007–2008 war es nur ein Sturm, Zyklon Guba. Die nachfolgende Liste nennt die Namen, die das TCWC in Port Moresby vergibt. Es ist unklar, welches der nächste Name ist, der vergeben wird. Seit 2007 wurde kein Sturm mehr durch das TCWC Port Moresby benannt.

### TCWCs in Perth, Darwin und Brisbane
Seit Beginn der Zyklonsaison 2008–2009 verwendet das australische Bureau of Meteorology nur noch eine einzige Namensliste, betreibt aber nach wie vor drei TCWCs, in Perth, Darwin und Brisbane. Diese beobachten alle tropischen Wirbelstürme, die sich zwischen 90° und 160° östlicher Länge bilden und geben spezielle Warnungen heraus, wenn Zyklone in den Verantwortungsbereichen der TCWCs in Jakarta oder Port Moresby entstehen. Die folgenden Namen wurden für benannte Stürme benutzt:
Mitchell, Narelle, Oswald, Peta, Rusty, Sandra, Tim, Victoria, Zane